# Litsea dilleniifolia
Litsea dilleniifolia là loài thực vật có hoa trong họ Nguyệt quế. Loài này được P.Y. Pai & P.H. Huang miêu tả khoa học đầu tiên năm 1978.